# ستانلي ستيفنز
ستانلي ستيفنز (بالإنجليزية: Stanley Stephens)‏ (16 أبريل 1883 بملبورن في أستراليا - 7 سبتمبر 1965) هو لاعب كريكت أسترالي. لعب مع فريق فكتوريا للكريكت.

## وصلات خارجية
- ستانلي ستيفنز على موقع إي آس بي آن كريك إنفو (الإنجليزية)